# Bonneviella extensa
Bonneviella extensa är en nässeldjursart som beskrevs av Nikolai Alexsandrovich Naumov 1960. Bonneviella extensa ingår i släktet Bonneviella och familjen Bonneviellidae. Inga underarter finns listade i Catalogue of Life.